# よへほ節
よへほ節（よへほぶし）は、熊本県山鹿市に伝わる日本の民謡で座敷唄。

## 概要
主に山鹿温泉で毎年8月15日・8月16日に行われる山鹿灯籠まつりで歌い踊られ、三味線や笛、太鼓によって演奏される。明治時代初期ごろに歌われ始め、元唄はもっと土俗的で艶めかしいものだったと言われるが、1933年(昭和8年)に作詞家の野口雨情によって改作され、現在のよへほ節ができた。
歌詞やタイトルに出てくる「よへほ」という言葉の解釈には様々な諸説があるが、「あなたも踊りを見て酔っちゃいなさいよ」という意味の「酔へ」と肥後弁で「ほらっ(相手の気を引き注意を促す言葉)」という言葉の「ほ」を組み合わせたと解釈されることが多い。

## 主な歌詞
主は山鹿の　骨なし灯籠　よへほよへほ　　　骨もなければ　肉もなし　よへほよへほ
洗いすすぎの　鼓の湯籠　よへほよへほ　　　山鹿千軒　たらいなし　よへほよへほ
心あら瀬の　蛍の頃に　よへほよへほ　　　　とけし思いの　しのび唄　よへほよへほ
山鹿灯籠は　夜明かしまつり　よへほよへほ　町は灯の海　人の海　よへほよへほ